# Jimmy Lee & Jerry Lee: The Boys From Ferriday
Jimmy Lee & Jerry Lee: The Boys From Ferriday è il quarantaquattresimo ed ultimo album in studio del cantante e pianista statunitense Jerry Lee Lewis.
L’album, contenente esclusivamente canzoni religiose, è stato realizzato in collaborazione con il cugino di Jerry Lee, il predicatore e cantante Jimmy Swaggart. Il titolo dell’album si riferisce al luogo d'origine dei due musicisti, la città di Ferriday in Louisiana. 
La pubblicazione dell’album, avvenuta a luglio 2022 per l’etichetta dello stesso Jimmy Swaggart, ha preceduto di tre mesi la morte di Lewis, avvenuta il 28 ottobre dello stesso anno.

## Il disco
L’album è considerato l’emblema della discografia di Lewis, egli infatti è sempre stato considerato il musicista del diavolo (a causa del rock and roll sfrenato che suonava negli anni ‘50) eppure, il suo ultimo lavoro è dedicato completamente alla religione. Lewis è sempre stato legato alla religione e alla musica cristiana, che era un suo punto fermo negli spettacoli dal vivo.

## Tracce
1. The Old Rugged Cross – 3:21
2. I’ll Fly Away – 3:49
3. It Is No Secret – 3:01
4. Precious Lord, Take My Hand – 8:11
5. Jesus, Hold My Hand – 3:43
6. In the Garden – 2:40
7. Farther Along – 6:45
8. The Lily of the Valley – 3:10
9. Since I Laid My Burdens Down – 5:39